# The Millers
The Millers é um sitcom americano que foi criado por Greg Garcia, criador também do seriado do mesmo segmento Better with You. A série estreou no canal americano CBS na quinta-feira, 3 de outubro de 2013, às 20h30 min (UTC−5), seguido por The Big Bang Theory.

## Sinopse
The Millers é situada em Leesburg, Virgínia, onde Nathan Miller é um repórter de televisão local e sua irmã, Debbie, dirige uma combinação de um estúdio deioga com restaurante juntamente com seu marido Adam, com quem tem uma filha chamada Mikayla. Nathan não tem filhos e muitas vezes sai com Ray, seu amigo, que também trabalha junto com ele na emissora de televisão como cinegrafista. A série se inicia quando os pais de Nathan e Debbie, Tom e Carol Miller, estão voltando para Myrtle Beach e Nathan conta que se divorciou de sua esposa, Janice. O pai de Nathan decide se parar de sua mãe, após 43 anos de casado, como motivo, ele diz que tomou a mesma decisão de seu filho, pois também não aguenta o jeito dominador de Carol. Tom vai morar com sua filha Debbie e Adam enquanto Carol mora com seu filho Nathan, cada um morando e fazendo os seus filhos ficarem loucos.

## Elenco

### Principal
- Will Arnett como Nathan Miller[3]
- Margo Martindale como Carol Miller[3]
- Jayma Mays como Debbie[3]
- J. B. Smoove como Ray[3]
- Nelson Franklin como Adam[3]
- Lulu Wilson (episódios 12-atual) como Eve Moon (episódios 1-11) como Mikayla
- Beau Bridges como Tom Miller[3]

### Recorrente
- Eliza Coupe como Janice, ex-esposa de Nathan
- Lou Wagner como Mr. Booms, chefe de Nathan
- Garrett Ryan como Nathan jovem (nos flashbacks)

## Criação e produção
No dia 18 de janeiro de 2013 a emissora de televisão CBS encomendou um episódio piloto, com o título Piloto não-autorizado de Greg Garcia. O piloto foi escrito  por Greg Garcia e dirigido por James Burrows.
A escala do elenco iniciou em fevereiro de 2013, Will Arnett foi o primeiro a ser escalado no papel de Nathan Miller, um recém-divorciado cuja vida se complica quando seus pais decidem morar com ele. Arnett originalmente reservado o papel na segunda posição para Up All Night, cujo futuro era incerto na época. Margo Martindale foi a próxima a ser chamada, no papel regular de Carol Miller uma mãe vibrante, mas intrometida na vida de Nathan. J. B. Smoove foi o próximo a entrar para o elenco como Ray, melhor amigo de Nathan e cameraman. Pouco depois, Mary Elizabeth Ellis assinou o contrato e entrou no papel de Debbie, irmã de Nathan que está realizada com seu casamento . No início de março, Beau Bridges entrou na série como Tom Miller, pai de Nathan, que vai morar com Debbie. Michael Rapaport foi o último ator a assinar o contrato, ele entrou na série como Adam, marido de Debbie.
No dia 10 de maio de 2013, a CBS encomendou a série, agora como um novo título, The Millers. Pouco antes de iniciar a gravação da série, Mary Elizabeth Ellis e Michael Rapaport abandonaram seus papéis. Meses depois, um casal, Jayma Mays e Nelson Franklin foram chamados para ocupar os papéis de marido e mulher que estavam desocupados.